# Lianne La Havas
Lianne Charlotte Barnes (Londres; 23 de agosto de 1989), conocida profesionalmente como  Lianne La Havas, es una cantante de folk y soul, compositora y multinstrumentista británica. Su carrera comenzó después de haber sido presentada a varios músicos y cantantes como Paloma Faith, para quien cantó coros. En 2010, La Havas cantó para Warner Bros. Records, y pasó dos años desarrollando sus dotes como escritora de letras antes de lanzar cualquier tipo de música públicamente. El álbum debut de La Havas, Is Your Love Big Enough? (2012), tuvo críticas positivas y esto le hizo ganar una nominación para los premios de la BBC y de iTunes al Álbum del año 2012.

## Primeros años

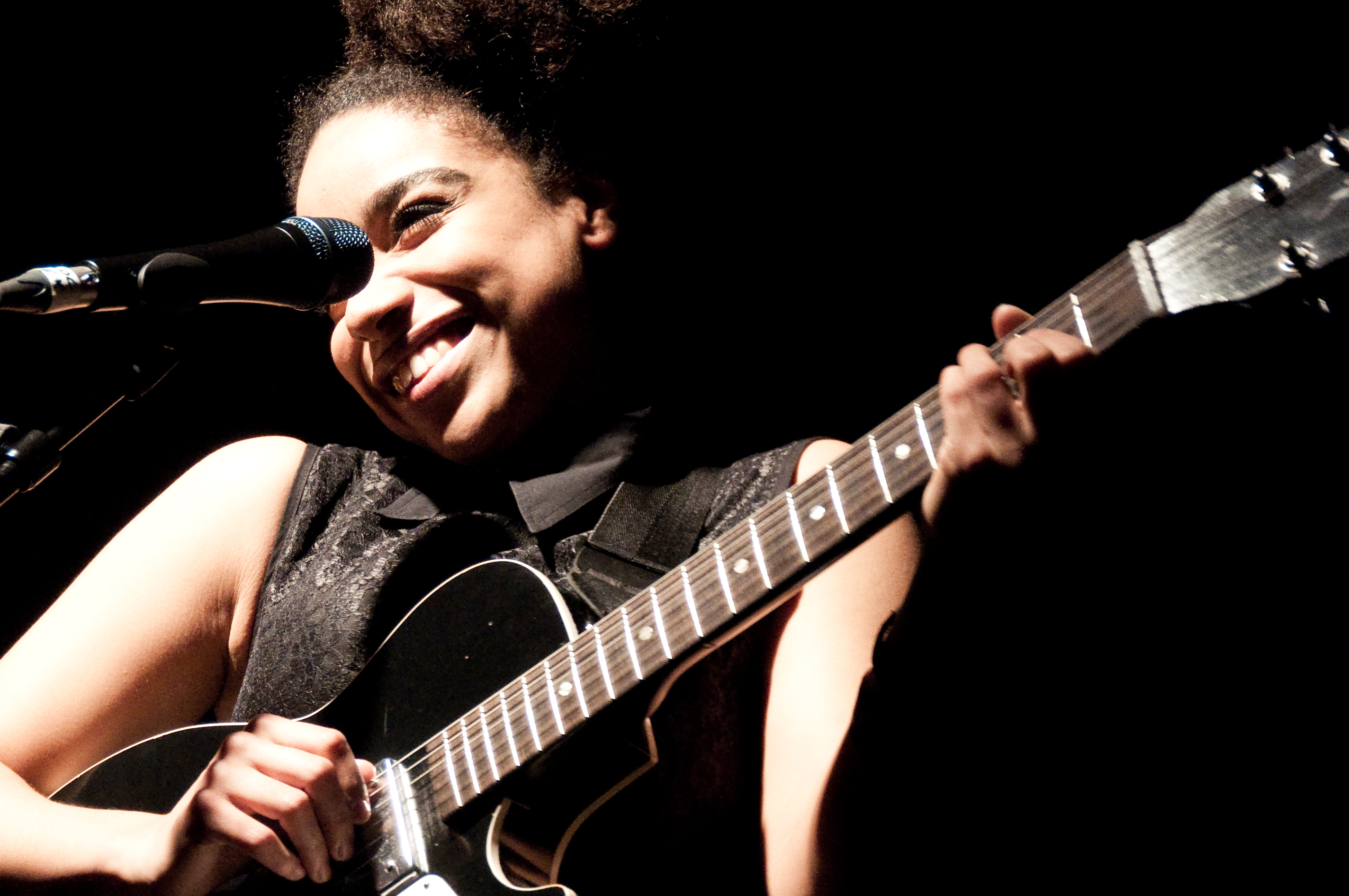
Lianne La Havas

La Havas nació en Londres, su padre es griego y su madre, jamaicana. Se crio en Tooting y Streatham. Pasó la mayor parte del tiempo con sus abuelos después de que sus padres se separasen. La Havas comenzó a cantar a los siete años de edad y cita diversos gustos musicales de sus padres, que son los que tuvieron la mayor influencia en su música. Su padre, multinstrumentista consumado, le enseñó los fundamentos de la guitarra y el piano. Lianne escribió su primera canción a los once años, pero no aprendió a tocar la guitarra hasta los dieciocho. Asistió a Norbury Manor Negocios y Empresa de la Universidad Thornton Heath para mujeres, donde estudió arte a nivel A y donde tenía planeado realizar un curso introductorio de arte antes de que ella misma decidiera dejar la universidad para seguir una carrera en la música a tiempo completo. Su nombre artístico es una adaptación derivada del apellido griego de su padre.

## Carrera

### Comienzos y debut
Mientras asistía al sexto grado en Croydon, un amigo de La Havas, el cantante y compositor Allan Rose le presentó a otros músicos que la asistieron en la grabación de sus primeros demos. A través de ese mismo amigo, La Havas también fue presentada a la cantante británica Paloma Faith. Más tarde fue coguionista e intérprete en el desfile de París junto a Christian Pinchbeck, quien diseñó la obra para Lost & Found y que también es ahora parte del dúo Memphis Industries. Su breve carrera dio comienzo a la carrera de La Havas dentro de la música comercial. En 2010, Lianne firmó con Warner Bros Records y pasó dos años desarrollando sus habilidades como compositora antes de lanzar cualquier tipo de música públicamente.
Su primer EP Lost & Found fue lanzado el 21 de octubre de 2011 en el sello Labour of love, con Willy Mason en " Sin lugar a dudas”, la canción de apertura. Ese mismo mes, La Havas lanzó el vivo EP Live Desde Los Ángeles, el cual se puso al alcance de todos para su descarga gratuita en su página web. La Havas realizó su debut en televisión el 21 de octubre de 2011 en la emisión de la BBC Two "Later... with Jools Holland”, un programa que también contó con la banda de folk Wisconsin Bon Iver.
El single de su debut oficial, "Lost & Found", fue lanzado el 30 de abril de 2012 en el Reino Unido y su álbum debut, Is Your Love Big Enough? fue lanzado el 9 de julio de 2012 en Warner Brothers. A finales de 2012, Is Your Love Big Enough? fue elegido Álbum del Año en iTunes. El 24 de septiembre de 2012, La Havas fue cantante de apoyo de Alicia Keys en el Manchester "Crashes" de MTV, una actuación en directo delante de 1000 personas en la catedral de Mánchester, transmitida en 164 países. El 31 de diciembre de 2012, apareció en la víspera de Año Nuevo en el show de la BBC Two New Year's Eve cantando “Boogie Vaca Vaca”. El 9 de junio de 2013, La Havas participó en el festival de música Rockness en Inverness, Escocia y, el 30 de junio de 2013 actuó en el Festival de Glastonbury. También actuó en el festival Isla de Wight en ese mismo mes.
A principios de 2014, Prince (a quien conoció en 2012) tocó en su sala de estar de Londres. También apareció en 2014 en el álbum This Is All Yours, en la pista " Warm Foothills". El 30 de septiembre Prince lanzó el álbum Art Official Age con gran participación de La Havas en todo el álbum, cantando en "Clouds" y como cantante de apoyo en  "Affirmation I&II", " Way Back Home" y " Afirmationn III ". Realizó con Prince un episodio de Saturday Night Live como vocalista el 3 de noviembre de 2014. Colaboró en Aqualung en la canción "cáscaras de huevo" de su álbum publicado el 19 de enero de 2015.

### 2015:Blood

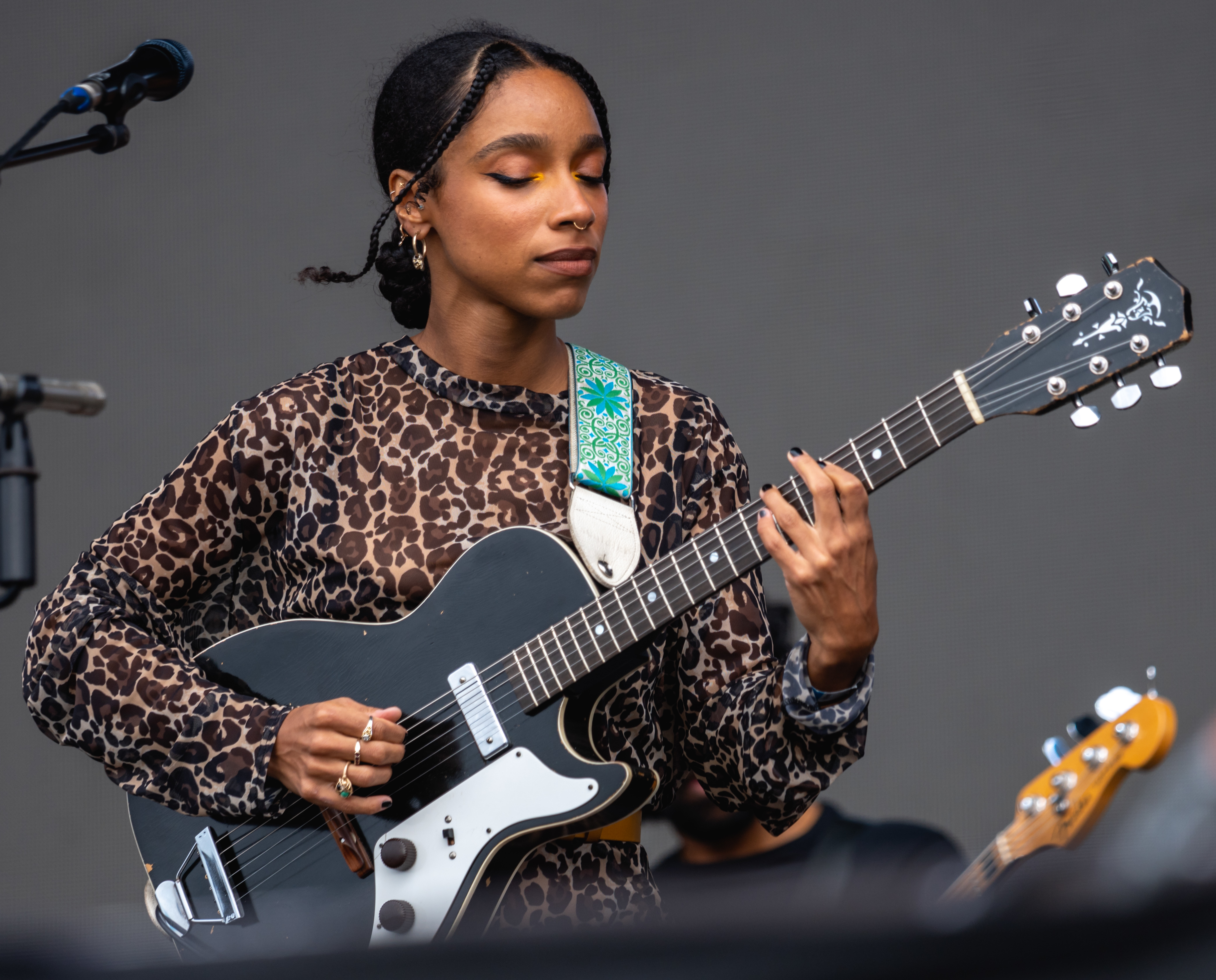
La Havas en el festival Boardmasters (2021).

Una vez completada la gira de su primer álbum, La Havas y su madre viajaron a Jamaica. Durante el viaje, se inspiró para escribir nuevo material, que con el tiempo se convertiría en parte de su segundo álbum. Dio una presentación en vivo a su familia y al productor, Stephen McGregor, quien produciría su próximo álbum. Muchas de las canciones fueron inspiradas por la reconexión con su herencia griega y jamaicana. Su primer single, "Unstoppable", de su álbum Blood (segundo álbum), se estrenó para streaming el 1 de abril de 2015. El sencillo, que fue coescrito con Paul Epworth, fue lanzado oficialmente en el Reino Unido el 1 de junio de 2015. Su vídeo musical se estrenó el 12 de mayo de 2015 sobre el canal oficial de YouTube de La Havas. Blood se dio a conocer el 31 de julio de 2015 en formatosfísico y digital. La Havas se embarcó en una gira por el Reino Unido y Europa a partir de mediados de mayo y hasta septiembre de 2015. Apareció en el popular show "The Late sho” con Stephen Colbert" en la CBS en los Estados Unidos el 27 de octubre de 2015, cantando con la banda habitual de Colbert. 
La Havas toca una guitarra hueca Harmony Alden Stratotone de 1964, que se conecta a través de un amplificador Fender Hot Rod Deluxe en el escenario con su banda. Para los conciertos en solitario utiliza un SansAmp DI'd, y usa un amplificador Roland CUBE para la práctica.

## Discografía
- Is Your Love Big Enough? (2012)
- Blood (2015)
- Lianne La Havas (2020)

## Premios y nominaciones
| Año  | Organización              | Premio                        | Trabajo nominado         | Resultado |
| ---- | ------------------------- | ----------------------------- | ------------------------ | --------- |
| 2011 | BBC Sound of...           | Sound of 2012                 | Lianne La Havas          | Nominada  |
| 2012 | Barclaycard               | Mercury Prize                 | Is Your Love Big Enough? | Nominada  |
| 2012 | iTunes Best of 2012       | Album of the Year             | Is Your Love Big Enough? | Ganadora  |
| 2013 | MOBO Awards               | Best Female Act               | Lianne La Havas          | Nominada  |
| 2013 | MOBO Awards               | Best R&B/Soul Act             | Lianne La Havas          | Nominada  |
| 2015 | 58th Annual Grammy Awards | Best Urban Contemporary Album | Blood                    | Nominada  |

## Vídeos musicales
- "No Room for Doubt (feat. Willy Mason)" (2011)
- "Forget" (2012)
- "Lost & Found" (2012)
- "Is Your Love Big Enough?" (2012)
- "Forget" (2nd version) (2012)
- "Gone" (2013)
- "Elusive" (2013)
- "Unstoppable" (2015)
- "What You Don't Do" (2015)
- "Green&Gold" (2015)

## Tours
- Is Your Love Big Enough? Tour (2012–13)
- Blood Tour (2015–16)
- A Head Full of Dreams Tour (2016) (como artista de soporte de Coldplay en Latinoamérica)